# هریس (سرآب)
هریس یکی از روستاهای استان آذربایجان شرقی است که در دهستان حومه بخش مرکزی شهرستان سرآب واقع شده‌است. این روستا در جنوب شهرستان سرآب و و در فاصلۀ سیزده کیلومتری جنوب شهر سرآب قرار دارد.

## وجه تسمیه
وجه تسمیه دقیق هریس (یه کسر هـ) ظاهراً از یک نوع هلیم گرفته شده است. ھریسه در لغتنامه دکتر دهخدا به معنی "ھلیم (حلیم) غذایی
تھیه شده از گوشت و گندم پخته شده و له شده است" و لغت ھریس نیز احتمالا از این واژه مشتق گردیده. هم‌اکنون در روستا چنین حلمی با نام امام‌آشی پخت می‌شود. همچنین دهخدا جمعیت روستا را در آن زمان ۲۰۵۵ نفر اعلام کرده است.

## موقعیت جغرافیایی
روستا در پایین دست دامنه شمالی رشته‌کوه بزغوش (یا بزقوش یا بزگوش) و 37.8255821 درجه شمالی و 47.5132406 درجه شرقی قرار گرفته؛به جھت وجود ھمین رشته کوه شیب عمومی زمین آن از جنوب به سمت شمال است. از نظر مساحت از روستاھای بزرگ شھرستان بوده و از زمین‌ھای نمک‌زار شمالی در ھمسایگی با روستای قشلاق و اندراب گرفته تا کوھ‌ھای بالادست روستاھای صومعه و پرکاب در سمت جنوبی کشیده شده است.

## مردم
اهالی هریس به زبان ترکی آذربایجانی تکلم می‌کنند و مذهب شیعه دوازده امامی دارند.

## پیشینه
تاریخ روستا ھم مبھم بوده واطلاع دقیقی از آن در دست نیست، اما بنا بر روایت‌ھای شفاھی یکی از فرزندان عباس‌میرزا به نام "شازده" (به گویش محلی: شازدا) مالک روستا بوده که در اثر نیاز و تنگدستی؛ کل ملک روستا را به فردی به نام ابن علی‌خان سرهنگ می‌فروشد. بنابر ھمین نقل قول‌ھا در حمله صادق‌خان شقاقی برای فتح ایران که پس از مرگ آغامحمدخان قاجار روی داد، زمانی که وی در قلعه بیجند مستقر بود عده‌ای از ھریسی‌ھا با وی ھمراه بوده‌اند.

## آثار تاریخی
ھم‌اکنون سه روستای باستانی با نامھای حصار؛ سی نفر (سینه‌ور) و نوجده (نوغدی) در محدوده هریس واقع چ‌اند که تاریخ برخی به ھزاره اول قبل از میلاد ھم می‌رسد. علاوه بر این‌ھا محوطه‌های باستانی دیگری ھم در روستا وجود دارد که در شمار آثار ملی به ثبت رسیده، از جمله سویل‌تپه و کول‌تپه. در محدوده و اطراف ھر دو این آثار، بقایای ظروف سفالی و سنگ‌ھای دست‌خوردۀ زیادی به چشم می‌آید. کول‌تپه به معنای تپۀ خاکستر است. از این گونه تپه‌ھا در آذربایجان و خود سرآب نیز وجود دارد و در مورد علل پیدایش آن‌ھا دو فرضیه وجود دارد:
یک فرضیه جمع شدن این توده‌های خاکستر را حاصل سوختن ھیزم‌ھای آتشکده‌ھا می‌داند. با این وجود در مناطق دیگر ایران در نزدیکی آتشکده‌ھا چنین تپه‌ھایی وجود ندارد. فرضیۀ دوم بر آن است این تپه‌ھا حاصل سوزاندن اجساد مردگان و تلنبار کردن آن‌ھا بر روی ھم در دوران مهرپرستی و قبل از به دنیا آمدن زرتشت است. مهرپرستان پس از سوزاندن اجساد برای مردگان اشیایی از جنس سفال یا فلز برای زندگی در جھان دیگر باقی می‌گذاشتند.

## کشاورزی
ھریس در منطقه‌ای کوھستانی قرار گرفته و آب و ھوای آن سرد و نسبتاً پرباران است. برف روی کوه‌ھای بزغوش نیز ھنگام فصول آبیاری به کمک اھالی آمده و محصولاتی چون گندم، جو، یونجه، شبدر، سیب زمینی و باغات سیب، گلابی، زردآلو را به بار می‌نشاند. مھم‌ترین محصول صادراتی ھریس گلابی معروف آن است که خوشمزه‌ترین نوع گلابی است و در ھمه‌جای شھرستان مورد پسند است. همچنین لبنیات و عسل ھریس نیز شهرت دارد.